# 홍꽃노을
홍꽃노을( 1983년 7월 25일 ~ 2004년 12월 27일)은 대한민국의 前 여류 바둑 기사이며, 2004년 교통 사고로 사망한 여류 기사이다. 

## 학력
- 동덕여자고등학교

## 약력
1993년 초등학교 4학년 시절 아마여류국수전에서 꿈나무조에서 우승하며, 1996년에 입단하였다. 2003년에 3단으로 승단했지만 2004년 교통 사고로 사망했다.

## 본선
- 1996년 : 입단.
- 1997년 : 제4회 여류국수전 준우승.
- 1999년 : 2단 승단. 제1기 여류명인전 본선.
- 2003년 : 3단 승단(6월). 제9기 여류프로국수전 본선.